# Pyrenula aspistea
Pyrenula aspistea är en lavart som först beskrevs av Erik Acharius, och fick sitt nu gällande namn av Erik Acharius. Pyrenula aspistea ingår i släktet Pyrenula och familjen Pyrenulaceae.   Inga underarter finns listade i Catalogue of Life.